# 西岡久雄
西岡 久雄（にしおか ひさお、1926年3月25日 - 2015年8月24日）は、日本の地理学者。専門は経済地理学。学位は、経済学博士（青山学院大学・論文博士・1980年）。青山学院大学名誉教授。立地論、経済地理学が専門。

## 略歴
奈良県出身。1948年東京帝国大学経済学部卒、1955年東京大学大学院経済学研究科経済地理学修了。1957年青山学院大学経済学部専任講師、1962年助教授、1967年教授、1985年経済学部学部長・経済研究所所長、1987-1991年学長。1989-1990年青山学院院長代行。1994年定年、名誉教授、駿河台大学教授、2001年退任。
1980年「立地と地域経済 経済立地政策論」で青山学院大学より経済学博士の学位を取得。

## 著書
- 『立地と地域経済 経済立地政策論』三弥井書店 1963
- 『地域間所得較差の研究』古今書院 形成選書 1966
- 『経済立地の話』日本経済新聞社 日経文庫 1968
- 『経済地理分析』大明堂 1976
- 『立地論 経済地理学基礎セミナー』大明堂 1988

### 共編著
- 『基本人文地理学』国松久弥共著 明玄書房 1961
- 『経済地理学』国松久弥,安藤万寿男共著 明玄書房 1965
- 『経済立地論の新展開』江沢譲爾,高橋潤二郎共著 勁草書房 地域経済学体系 1973
- 『基本人文地理学』国松久弥共著 明玄書房 1981
- 『パーソナルコンピュータのためのCP/M入門』福田譲治共著 オーム社 1982
- 『産業空間のダイナミズム 構造再編期の産業立地・地域システム』松橋公治共編 大明堂 1990

### 翻訳
- エドガー・M.フーヴァー『経済立地論』大明堂 1968
- ブライアン・J.L.ベリー『小売業・サービス業の地理学 市場センターと小売流通』鈴木安昭,奥野隆史共訳 大明堂 1970
- メルヴィン L.グリーンハット『工場立地 理論と実際』監訳 大明堂 1972
- レスリー・J.キング『地域の統計的分析』奥野隆史共訳 大明堂 1973
- W.アイサード『地域科学入門』全3巻 青木外志夫共監訳 大明堂 1980-1985
- デーヴィッド・M.スミス『工業立地論 理論と応用』山口守人、黒田彰三共訳 大明堂 1982-1984

### 記念論文集
- 『観光と地域開発』編著 西岡久雄先生古希記念出版会編 内外出版 1996

## 論文
- <西岡久雄